# Bugo a Pikola
Bugo a Pikola je český animovaný televizní seriál z roku 1998 vysílaný v rámci Večerníčku. Scénář připravil Jaromír Gal, který seriál i výtvarně zpracoval. Kameru vedla Táňa Rolová. Hudbu připravil Jan Rotter, zvuk obstaral ing. Pavel Mládek. Střih zabezpečil Jaroslav Fajmon, výrobu měl na starosti Vladimír Baroš. Animaci vedli Ilja Novák a Karel Trlica. Režijně vedl Karel Trlica. Bylo natočeno 7 epizod, v délce po 7 až 8 minutách.
Ve studiu Prométheus Ostrava vyrobila Česká televize a Kabel Plus a.s.
Kreslené grotesky o tom, co zažili medvěd Bugo a tučňák Pikola na cestě s cirkusem…

## Seznam dílů
1. S kuřetem na rožni
2. Lovci perel
3. Chytají bronz
4. Shánějí vejce
5. Na palubě
6. Na cestách
7. Na prkýnku